# ACIN1
El inductor de condensación de la cromatina apoptótica en el núcleo es una proteína que en los humanos está codificada por el gen ACIN1. Está ubicado en los humanos en el brazo largo q del cromosoma 14.
La longitud de la cadena polipeptídica de la proteína es de 1.341 aminoácidos y el peso molecular es de 151.862.